# Miloš Endler
Miloš Endler, křtěný Miloš Josef Božena (19. září 1903 Semily – 17. října 1993 Praha) byl český malíř, grafik, ilustrátor, scénograf, restaurátor, tvůrce knižních obálek, plakátů a ex libris.

## Život
Miloš Endler se narodil v Semilech v rodině geometra sever. západní dráhy v Nymburce Josefa Endlera a jeho ženy Boženy rodem Valentové dcery místního řezníka.. Později studoval malířství v soukromé krajinářské škole Ferdinanda Engelmüllera. Podnikl studijní cesty do Paříže, Drážďan, Berlína a Benátek. Působil jako konzervátor v Kutné Hoře a Mladé Vožici.
Od roku 1940 restauroval malířská díla v Karáskově galerii. Byl posledním vedoucím galerie od roku 1951 až do jejího zestátnění roku 1954. Roku 1968 se zasazoval o navrácení Karáskovy galerie do Tyršova domu. Byl tajemníkem Klubu Za starou Prahu a vytvořil podobu členské legitimace se siluetami mosteckých věží. Graficky upravoval a ilustroval klubový Věstník. Byl spoluorganizátorem Spolku pro záchranu a obnovu starého Vyšehradu. Jako scénograf působil ve Švandově divadle.
Letní měsíce trávil ve Zbečně, odkud často podnikal cesty na Křivoklát. V roce 1939 vystavoval na Křivoklátě, na I. rakovnickém salonu, který pořádal Městský osvětový sbor v Rakovníku.
Zemřel v Praze 17. října 1993 ve věku 90 let.

## Dílo
Endler restauroval oltářní obrazy v Železném Brodě, Mníšku pod Brdy a v Bozkové u Semil. Ve své vlastní tvorbě se věnoval převážně krajinomalbě (Pohled na Sněžku, Visutá dráha na Ještěd) a zúčastnil se několika soutěží v plakátové tvorbě. Roku 1929 vytvořil plakát s pohledem na Karlův most pro evropské železniční společnosti operující mezi Prahou, Paříží a Londýnem. Jeho obraz s pohledem na Sněžku byl použit pro plakát Československých státních drah.
Roku 1947 zhotovil pro Okresní myslivecký spolek obraz sv. Eustacha s pozadím podle rytiny hradu Křivoklát z roku 1871 pro barokní kapličku světce na Zámeckém vrchu u Křivoklátu. Později vydal pohlednice s obrazy kapličky sv. Eustacha a zámku Dřevíč u Nižboru. Obraz sv. Eustacha restauroval autor r. 1979 a r. 1993 rakovnický malíř Václav Zoubek.
Pro Českou obec sokolskou navrhoval plakáty ke společenským událostem (Šibřinky, 1930) a k 10. Všesokolskému sletu (1938).
Ilustroval převážně dětské knihy a navrhoval obálky a typografii knih.